# Милый друг (мини-сериал, 1983)
«Ми́лый друг» (фр. Bel-Ami) — 3-серийный французский драматический мини-сериал, поставленный режиссёром Пьером Кардиналем в 1983 году на телеканале TF1, экранизация одноимённого романа Ги де Мопассана.

## Сюжет
Франция, Париж, 80-е годы XIX века. Не обременённый морально-нравственными принципами и не обладающий никакими способностями, бедный молодой человек Жорж Дюруа по прозвищу «милый друг» знакомится с богатыми и влиятельными мужчинами и, благодаря своей привлекательной внешности, заводит любовные связи с их жёнами и дочерьми, женится и разводится для продвижения по карьерной лестнице и достижения материального благополучия.   Мини-сериал состоит из 3 серий по 90 минут каждая. Экранизация поставлена близко к тексту книги.

## В ролях
- Жак Вебер — Жорж Дюруа по прозвищу «милый друг»
- Мариса Беренсон  —  Клотильда де Марель
- Аврора Клеман — Мадлена Форестье
- Дени Манюэль — Шарль Форестье, муж Мадлены и друг Жоржа
- Мари Дюбуа — Вирджиния Вальтер
- Мишель Оклер  — месье Вальтер, её муж
- Анна Консиньи  — Сюзанна, их дочь
- Розетта — Рашель
- Мишелин Бона — мадам Ларош-Матье
- Жак Росни — месье Ларош-Матье, её муж
- Амандина Ражо  — Лорина, дочь Клотильды
- Жак Арден — граф де Водрек
- Жан-Пьер Жорис — Норбер де Варен
- Франсуа Мишо — Сен-Потен
- Мартина Феррьер  — мадам Леду
- Йохан Корбо — епископ
- Доминик Дагюйе — сотрудник типографии
- Жак Делуа  — Луи Лангремон, журналист
- Макс Дюшен  — Роше
- Жозе Гонель — доктор Барро
- Жак Лаланд  — Буа Ренар

## Съёмочная группа
- Режиссёр: Пьер Кардиналь
- Сценарий: Ги де Мопассан (автор романа), Пьер Мустье (адаптация романа для мини-сериала)
- Композитор: Жан-Мишель Дамаз

## Издание на видео
- Премьера этого мини-сериала во Франции состоялась 5, 12 и 19 мая 1983 года на телеканале TF1.
- Этот мини-сериал неоднократно демонстрировался в 80-90-х годах по советскому и российскому телевидению на центральных телеканалах, был профессионально переведён и озвучен на русский язык.
- В России пока не выпущен на DVD.